# Dora Alonso
Doralina de la Caridad Alonso Pérez (más conocida por su seudónimo Dora Alonso, Recreo, hoy Máximo Gómez, Matanzas, 22 de diciembre de 1910-21 de marzo de 2001) fue una escritora cubana, Premio Nacional de Literatura.

## Biografía
Dora Alonso es la autora cubana para niños más traducida y publicada en el extranjero y la que cuenta con mayor número de ejemplares. Su estilo literario narrativo está basado en la sencillez y manejo de las emociones. Siempre resalta en sus textos al campesino cubano recreando sus valores humanos y amor por la naturaleza. 
A los nueve años de edad gana el primer premio del concurso literario provincial "Estela Brochs de la Torriente" (1919) y publica su primer poema en 1926 (Amor, en El Mundo). En 1933 trabaja como corresponsal del diario Prensa Libre, de Cárdenas, en Máximo Gómez, y al año siguiente ingresa en la organización antiimperialista Joven Cuba, donde conoce al tabacalero Constantino Barredo Guerra, que se convertirá en su compañero.
En 1953 adopta a José Joaquín Alfonso Malagón, un niño mulato de 7 años, y en 1955 conoce al comunista Fausto Rodríguez Sánchez, que al año siguiente se convierte en su nuevo compañero.
En los años cincuenta escribió piezas teatrales para el títere cubano Pelusín del Monte, recuperado por el dramaturgo y titiritero Freddy Artiles para la televisión cubana, en el programa Despertar con Pelusín. 
Fue también guionista de radio y televisión, novelista, dramaturga y periodista, galardonada con premios tanto nacionales como extranjeros.
Su noveleta para adolescentes Aventuras de Guille fue adaptada para la televisión en una serie de la década del ochenta. También ha sido adaptado su libro de cuentos para niños El cochero azul.

## Premios
- 1944 – Premio Nacional de Novela
- 1961 - Premio Casa de las Américas por la novela Tierra inerme
- 1971 - Primer premio en el I Festival de Teatro Infantil de Vallenar, Chile por Cómo el trompo aprendió a bailar
- 1980 - Premio Casa de las Américas en la categoría de obras para niños y jóvenes con El valle de la Pájara Pinta
- 1981 – Distinción por la Cultura Nacional
- 1988 – Distinción Félix Varela de primer grado
- 1988 – Premio Nacional de Literatura
- 1997 – Premio Mundial de Literatura Infantil José Martí

## Obra

### Narrativa
- Agua pasada, La Habana, Ediciones Unión, 1981, (Colección Cuadernos Girón)
- Aventuras de Guille en busca de la gaviota negra, La Habana, Editora Juvenil, 1991
- Cuentos, La Habana, Ediciones Unión, 1976 (Colección Bolsilibros Unión)
- El caballito enano, La Habana, Editorial Gente Nueva, 1968, (libro-disco)
- El cochero azul, La Habana, Editorial Gente Nueva, 1975
- El libro de Camilín, La Habana, Editorial Gente Nueva, 1979 (Colección Arco Iris)
- El valle de la Pájara Pinta, La Habana, Casa de las Américas, 1984 (Colección Premio)
- Gente de mar, La Habana, Editorial Gente Nueva, 1977 (Colección Universo)
- Juega la dama, La Habana, Editorial Letras Cubanas, 1989 (Colección Giraldilla)
- Letras, La Habana, Editorial Letras Cubanas, 1980 (Colección Letras Cubanas)
- Once caballos, La Habana, Ediciones Unión, 1970 (Colección Contemporáneos)
- Ponolani, La Habana, Ediciones Granma, 1966 (Serie del Dragón)
- Sol de Batey, radionovela, 1950
- Medialuna, novela
- Tierra inerme, La Habana, Casa de las Américas, 1961 (Colección Premio)
- Tres lechuzas en un cuento, La Habana, Editorial Gente Nueva, 1994 (Colección Biblioteca Escolar)
- Una, La Habana, Editorial Arte y Literatura, 1977 (Colección Mínima-Narrativa, 9)

### Poesía
- El grillo caminante, La Habana, Editorial Gente Nueva, 1981
- Escrito en el verano, La Habana, Editorial Letras Cubanas, 1993
- La flauta de chocolate, La Habana, Editorial Gente Nueva, 1980
- Los payasos, La Habana, Editorial Gente Nueva, 1985
- Palomar, La Habana, Ediciones Unión, 1979, (Colección Ismaelillo)
- Suma, La Habana, Editorial Letras Cubanas, 1984 (Colección Mínima-Poesía)
- Viaje al Sol, La Habana, Editorial Gente Nueva, 1979 (Colección Jardinerito)

### Teatro
- Doñita Abeja y Doñita Bella, La Habana, Editorial Gente Nueva, 1976
- Espantajo y los pájaros, La Habana, Consejo Nacional de Cultura, 1966 (Colección Biblioteca del Teatro Infantil, 1)
- Pelusín del Monte, La Habana, Editorial Gente Nueva (Colección Arco Iris)
- Teatro para niños, La Habana, Editorial Gente Nueva, 1992 (Colección Biblioteca Escolar)